# Großhansdorf
Großhansdorf (bas-allemand : Groothansdörp) est une commune allemande située dans le Land de Schleswig-Holstein. Elle fait partie de l'arrondissement de Stormarn.

## Histoire
Großhansdorf est mentionné pour la première fois dans un document officiel en 1274.

Situation de la commune dans l'arrondissement

## Jumelages
- Tessin (Allemagne) depuis 1990